# Hypenetes stigmatias
Hypenetes stigmatias là một loài ruồi trong họ Asilidae. Hypenetes stigmatias được Loew miêu tả năm 1858.